# Nikolai Hopland
Nikolai Hopland (Norvégia, 2004. július 24. –) norvég korosztályos válogatott labdarúgó, az Aalesund hátvédje.

## Pályafutása

### Klubcsapatokban
Hopland Norvégiában született. Az ifjúsági pályafutása alatt az Aalesund és a Rollon akadémiájánál szerepelt.
2021. május 3-án profi szerződést kötött az Aalesund másodosztályban szereplő felnőtt csapatával. Először a 2021. május 15-én, a Bryne ellen 2–1-re megnyert mérkőzésen lépett pályára. A 2021-es szezonban feljutottak az Eliteserienbe. 2022 májusában a Kristiansund csapatát erősítette kölcsönben. 2022. május 31-én még három évvel meghosszabbította a szerződését az Aalesundsal. Első gólját 2022. november 6-án, a Lillestrøm ellen 2–1-es győzelemmel zárult találkozón szerezte meg az Aalesund színeiben.

### A válogatottban
Hopland az U17-es, az U18-as és az U19-es korosztályú válogatottakban is képviselte Norvégiát.

## Statisztikák
2022. november 13. szerint
| Klub                      | Szezon   | Osztály     | Bajnokság | Bajnokság | Kupa  | Kupa | Nemzetközi | Nemzetközi | Összesen | Összesen |
| Klub                      | Szezon   | Osztály     | Meccs     | Gól       | Meccs | Gól  | Meccs      | Gól        | Meccs    | Gól      |
| ------------------------- | -------- | ----------- | --------- | --------- | ----- | ---- | ---------- | ---------- | -------- | -------- |
| Aalesund                  | 2021     | OBOS-ligaen | 14        | 0         | 1     | 0    | —          | —          | 15       | 0        |
| Aalesund                  | 2022     | Eliteserien | 17        | 1         | 1     | 0    | —          | —          | 18       | 1        |
| Aalesund                  | Összesen | Összesen    | 31        | 1         | 2     | 0    | 0          | 0          | 33       | 1        |
| Kristiansund (kölcsönben) | 2022     | Eliteserien | 2         | 0         | 0     | 0    | —          | —          | 2        | 0        |
| Összesen                  | Összesen | Összesen    | 33        | 1         | 2     | 0    | 0          | 0          | 35       | 1        |

## Sikerei, díjai
Aalesund
- OBOS-ligaen
  - Feljutó (1): 2021